# Schlöh

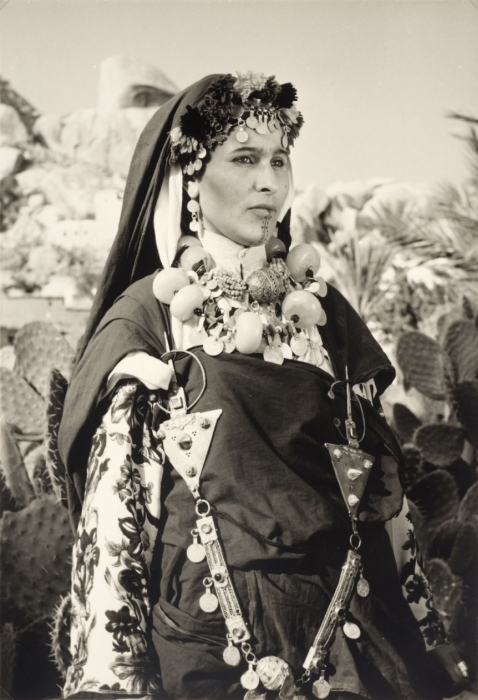
Berberfrau aus Südmarokko

Die Schlöh oder Schelha (französisch Chleuh; arabisch شلوح, DMG šluḥ; Eigenbezeichnung Taschelhit ⴰⵛⵍⵃⵉ Achelḥi, Mehrzahl ⵉⵛⵍⵃⵉⵢⵏ ichelḥiyen) sind ein Berbervolk in Marokko, das die Sprache Taschelhit spricht; anders als das marokkanische Tamazight ist die Sprache der Schlöh keine der neben dem Arabischen offiziell anerkannten Berbersprachen Marokkos. Dennoch verwenden die Schlöh in letzter Zeit zunehmend die Tifinagh-Schrift.

## Geschichte
Bereits die Phönizier schilderten den Westen Nordafrikas als bewohntes Gebiet und man trieb Handel mit den Einwohnern. Möglicherweise handelte es sich dabei um Vorläufer der Berber. Die Schlöh leben im Hohen Atlas und im Antiatlas. Ein Teil der Masmuda-Stämme ist nach dem 12. Jahrhundert in den Schlöh aufgegangen.

## Musik und Tanz
Wenn es um Berbermusik und -tanz geht, werden vor allem die Schlöh damit assoziiert, da die Schlöh ähnlich wie die Rifkabylen und die Kabylen in Algerien ihre Berberkultur bewahren konnten und viele Berber in Nordafrika aufgrund des arabischen Nationalismus/Panarabismus zwangsassimiliert und arabisiert wurden.
Eine bekannte Laute der Schlöh ist die einsaitige Spießgeige ribab. Ferner spielen sie die dreisaitige gezupfte Kastenhalslaute gimbri.

## Sonstiges
Über einen Prozess der Sprachtransferenz wurde der Begriff chleuh zu einem abwertenden Begriff für das deutsche Volk (vgl. Boche). Dies wird meist damit erklärt, dass es während der französischen Eroberung Marokkos zunächst zu einer Rivalität zwischen Frankreich und dem Deutschen Kaiserreich gekommen war (siehe Agadirkrise), danach verschiedene Berbervölker den Franzosen gewaltsam Widerstand leisteten. Ins Mutterland zurückkehrende Angehörige der Kolonialtruppen machten den Begriff zu Beginn der 1930er Jahre dort populär, zunächst für deutschsprachige Bewohner der östlichen Grenzgebiete (Elsass und Lothringen), später während der Besetzung während des Zweiten Weltkriegs für Deutsche im Allgemeinen. Heute ist der Begriff nicht mehr gebräuchlich.